# Johan Burgers
Johannes Gerhardus Hendrikus Burgers ('s-Heerenberg, 31 januari 1870 – Arnhem, 12 juni 1943) was de oprichter van Burgers' Dierenpark, tegenwoordig Koninklijke Burgers' Zoo. Hij was getrouwd met Maria Erwig en had drie kinderen. 

## Leven en werk
Johan Burgers werd geboren als zoon van de arbeider Johannes Burgers en Theodora Wezendonk. Burgers groeide op in De Liemers, in het grensplaatsje 's-Heerenberg. Na zijn huwelijk in 1895 kocht Burgers een herenhuis in 's-Heerenberg, waarin hij een slagerij begon. In de tuin hield hij fazanten. Zijn tuin werd snel te klein. Hij kocht een groter stuk grond in 1913 om zijn fazanten op te zetten en noemde het Buitenlust, die voor het publiek werd opengesteld. Het dierenbestand werd verder uitgebreid met leeuwen, beren en andere uitheemse soorten. 
Het park kreeg een groeiend aantal bezoekers, maar was moeilijk bereikbaar door de zandweg die ernaartoe liep. Burgers zocht daarom een nieuwe locatie. In 1923 kon Burgers de beschikking krijgen over een groot terrein in de stad Arnhem waar hij zijn opvattingen (onder invloed van Carl Hagenbeck) over het houden van dieren in de praktijk kon brengen: de dieren - ook de roofdieren - niet achter tralies maar op open terrassen en in valleien, van het publiek gescheiden door brede grachten. In 1924 opende Burgers' Dierenpark in Arnhem. Het Dierenpark breidde zich in snel tempo uit. De bezoekersaantallen bleven stijgen en nieuwe diersoorten werden steeds geïntroduceerd.
In 1932 werd Burgers' Dierenpark in Tilburg opgericht. Burgers had het park als huwelijkscadeau aan zijn dochter Johanna Burgers en schoonzoon Johan van Glabbeek gegeven. In 1946 kwam het park in handen van de firma C. van Dijk & Zonen die al vanaf het begin bij het park betrokken was. In 1973 werd het park gesloten.
In de Tweede Wereldoorlog werd zijn Arnhemse dierenpark gedeeltelijk vernield en kwamen vele dieren om. Burgers zou dit niet meer meemaken. Hij overleed in 1943 op 73-jarige leeftijd. Zijn jongste dochter, Lucie, had met haar man Reinier van Hooff de leiding van het park in 1939 overgenomen. Diens zoon, Antoon van Hooff (1937-2004), heeft Burgers' Dierenpark verder als dierentuin uitgebouwd.